# Loi organique du 20 novembre 2023 relative à l'ouverture, à la modernisation et à la responsabilité du corps judiciaire
Lire en ligne

Lire sur Légifrance

La loi organique n° 2023-1058 du 20 novembre 2023 relative à l’ouverture, à la modernisation et à la responsabilité du corps judiciaire est une loi organique française, composée de 14 articles, promulguée au Journal officiel du 21 novembre 2023.

## Contenu
La loi est l'une des plus importantes réformes statutaires du statut de la magistrature depuis 1958, la dernière réforme d’ampleur remontant à 2001. 
Elle modifie en profondeur le statut de la magistrature régi par l'ordonnance n° 58-1270 du 22 décembre 1958 portant statut de la magistrature.

## Validation partielle par le Conseil constitutionnel
Le Conseil constitutionnel a déclaré non conformes sept alinéas de la loi mais a validé l'intégralité des autres dispositions du texte. Ainsi le Conseil constitutionnel a censuré des dispositions de l’article 6 prévoyant que, lorsque la venue dans une juridiction située en outre-mer ou en Corse d’un magistrat délégué n’est pas matériellement possible, ces magistrats peuvent participer à l’audience et au délibéré du tribunal depuis un point du territoire de la République relié, en direct, à la salle d’audience par un moyen de communication audiovisuelle.